# Paralisia do sono

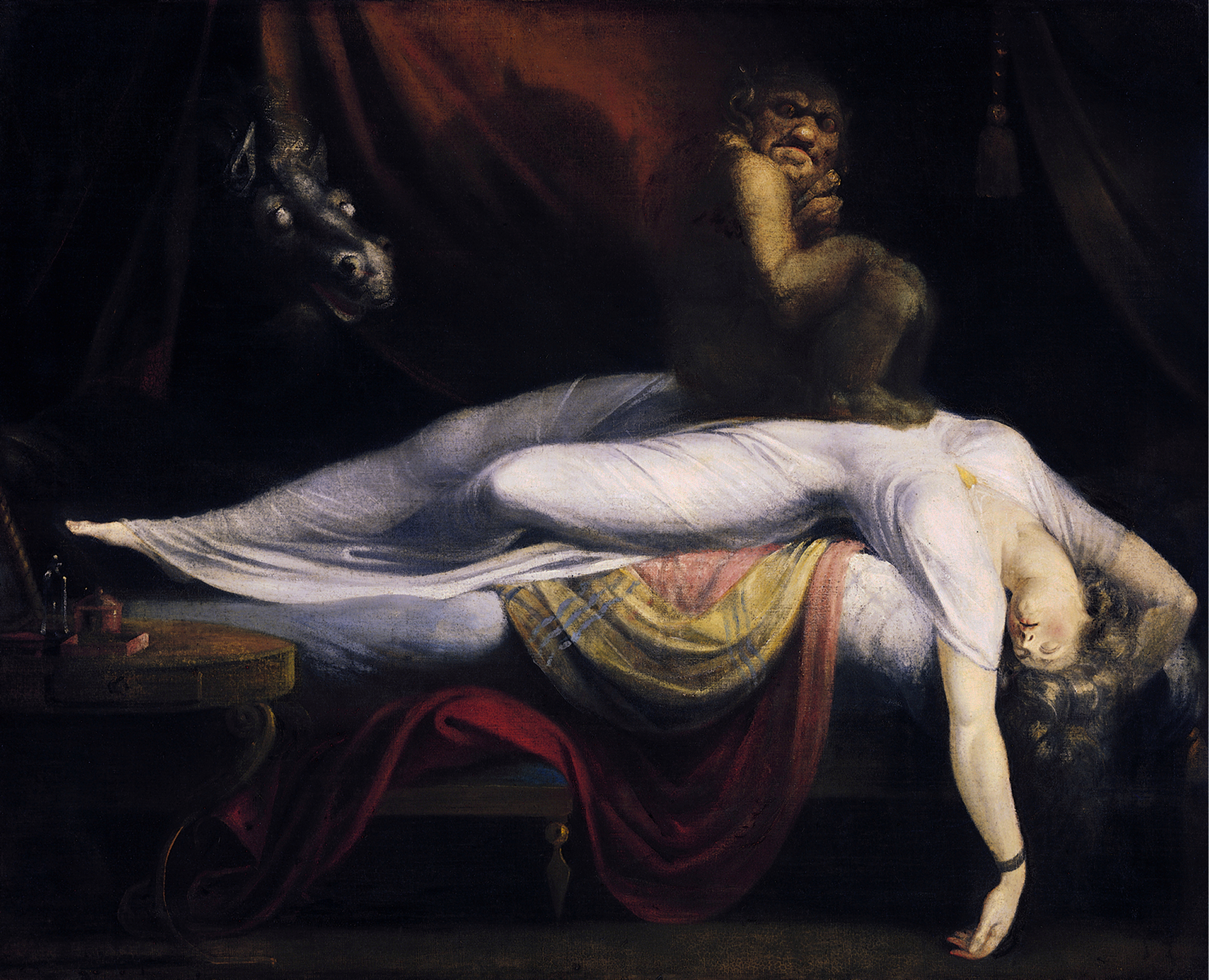
O pesadelo, por Henry Fuseli (1781), uma das representações da paralisia do sono na cultura popular.

A paralisia do sono é uma condição caracterizada por uma paralisia temporária do corpo imediatamente após o despertar ou, com menos frequência, imediatamente antes de adormecer.
A paralisia do sono propriamente dita acontece a todas as pessoas que adormecem. O distúrbio começa quando a pessoa acorda e a paralisia do sono ainda está ativa. Essa é a condição estudada pela medicina do sono.
Fisiologicamente, ela é diretamente relacionada à paralisia que ocorre como uma parte natural do sono REM, a qual é conhecida como atonia REM. A paralisia do sono ocorre quando o cérebro acorda de um estado REM, mas a paralisia corporal persiste. Isto deixa a pessoa temporariamente incapaz de se mover. Além disso, o estado pode ser acompanhado por alucinações hipnagógicas.
Com frequência, a paralisia do sono é vista pela pessoa como nada mais do que um sonho. Isto explica muitos relatos de sonhos nos quais as pessoas se veem deitadas na cama e incapazes de se mover. As alucinações que podem acompanhar a paralisia do sono tornam-se mais prováveis. As pessoas que sofrem do problema acreditam que tudo não passou de um sonho, já que objetos completamente fantasiosos podem aparecer no quarto como objetos normais.

## Sintomas
Os sintomas da paralisia do sono incluem:
Imobilidade: Ocorre pouco antes da pessoa adormecer e vagar ou imediatamente após despertar. A pessoa não consegue mover nenhuma parte do corpo, nem falar, apesar de exercer, por vezes, controle mínimo sobre certas partes do corpo (como boca, olhos e mãos) e sobre a respiração. Esta paralisia é a mesma que acontece quando uma pessoa sonha. O cérebro paralisa os músculos para prevenir possíveis lesões, já que algumas partes do corpo podem se mover durante o sonho. Se uma pessoa acorda repentinamente, o cérebro pode pensar que ela ainda está dormindo, e manter a paralisia.
Percepções: São alucinações experienciadas pela pessoa paralisada, que, por assimilarem-se aos sonhos, acabam sendo confundidas com eles. Como a consciência durante esses eventos não é plena, não é possível determinar exatamente o que é real e o que não é. Algumas pessoas relatam visões e sons estranhos, outras a sensação peso no peito, como se alguém ou algum objeto pesado estivesse pressionando-o. Há também aqueles que relatam terem saído do corpo, ou até "flutuado". Outras alucinações comuns são um odor desagradável, gritos de mulheres ou uma intensa sensação de sufoco.
Estes sintomas podem durar de alguns poucos segundos até vários minutos e podem ser considerados assustadores para algumas pessoas.

## Possíveis causas
A paralisia do sono acontece durante o período de sono REM, o que previne assim movimentos corporais. Baixos índices de melatonina e triptofano podem influenciar no aparecimento desse estado.
Vários estudos concluíram que a maioria das pessoas experimentará a paralisia do sono pelo menos uma ou duas vezes em suas vidas.

Muitas pessoas que frequentemente passam pela paralisia do sono também sofrem de narcolepsia. Alguns estudos sugerem que existem vários fatores que aumentam a probabilidade da ocorrência de paralisia do sono e de alucinação. Eles incluem:
- indução consciente da paralisia (que também é uma técnica comum para entrar em um estado de sonho lúcido);
- agenda de sono irregular (cochilos e/ou privação do sono);
- stress elevado;
- mudanças súbitas no ambiente ou na vida de alguém;Le Cauchemar (O Pesadelo), por  it (1894)

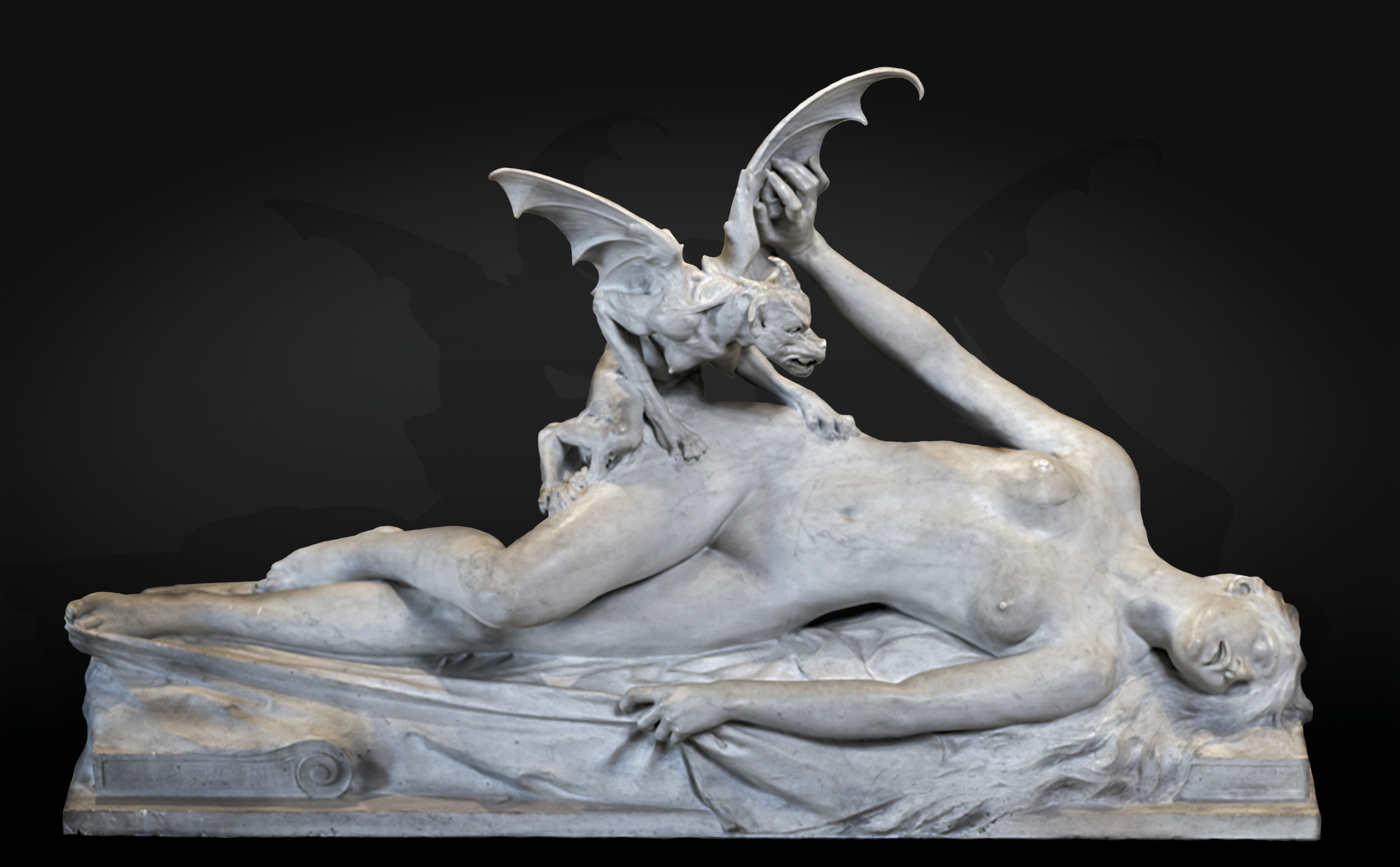
Le Cauchemar (O Pesadelo), por Eugène Thivier (1894)

- um sonho lúcido que imediatamente precede o episódio;
- sono induzido através de medicamentos como anti-histaminas;
- nível elevado de cansaço;
- uso excessivo de drogas;
- consumo excessivo de bebidas alcoólicas.

## Tratamento
Clonazepam é altamente efetivo no tratamento da paralisia do sono.
Ritalina já foi usada com sucesso como um medicamento diurno para promover padrões de sono estruturados e a prevenção da paralisia do sono em alguns adultos.  Deve-se tomar cuidado em monitorar a pressão sanguínea em meio a outros testes apropriados.